# Tom Bower
Ralph Thomas 'Tom' Bower (Denver (Colorado), 3 januari 1938 – Los Angeles, 30 mei 2024) was een Amerikaans acteur en filmproducent.
Bower overleed op 30 mei 2024 op 86-jarige leeftijd.

## Filmografie

### Films
Selectie:
- 2019 El Camino: A Breaking Bad Movie - als Lou
- 2019 Light of My Life - als Tom
- 2015 Digging for Fire - als Tom de buurman
- 2014 13 Sins (2014) – mr. Brindle
- 2010 The Killer Inside Me - als sheriff Bob Maples
- 2009 Crazy Heart (2009) – Bill Wilson
- 2009 Bad Lieutenant: Port of Call - New Orleans - als Pat McDonagh
- 2008 Appaloosa - als Abner Raines
- 2006 Thr3e (2006) – oom Eugene Parson
- 2006 The Hills Have Eyes - als aanwezige bij benzinestation
- 2005 North Country - als Gray Suchett
- 2003 The Tulse Luper Suitcases, Part 1: The Moab Story - als Tom Fender
- 2002 High Crimes (2002) – FBI-agent Mullins
- 2001 Hearts in Atlantis- als Len Files
- 2000 The Million Dollar Hotel - als Hector
- 1998 The Negotiator - als Omar
- 1998 Poodle Springs - als Arnie Burns
- 1997 The Postman - als Larry
- 1995 Nixon - als Frank Nixon
- 1994 Clear and Present Danger - als piloot van Clark
- 1994 Against the Wall - als Ed
- 1992 Raising Cain - als sergeant Cully
- 1990 Die Hard 2 - als Marvin
- 1987 Beverly Hills Cop II - als Russel Fielding

### Televisieseries
Uitgezonderd eenmalige gastrollen.
- 2023 Lucky Hank - als Henry Devereaux sr. - 3 afl.
- 2016-2017 Ice - als Jonah Kreshman - 2 afl.
- 2005-2012 It's Always Sunny in Philadelphia - als Pop-Pop - 2 afl.
- 2001 The Practice - als John Pierce - 2 afl.
- 1986-1987 Dallas - als Mancuso - 2 afl.
- 1985-1986 Crazy Like a Fox - als - 2 afl.
- 1981-1986 Hill Street Blues - als politieagent van drugszaken - 2 afl.
- 1976-1978 The Waltons - als dr. Curtis Willard - 26 afl.
- 1976 The Blue Knight - als luitenant Hadley - 3 afl.

### Filmproducent
- 2016 Neither Wolf Nor Dog – film
- 2004 Bellow the Belt – film
- 2001 Bill's Gun Shop – film

## Bron
- (en)   Tom Bower in de Internet Movie Database

- Bibliothèque nationale de France: cb14040950k (data)
- Gemeinsame Normdatei: 173868711
- International Standard Name Identifier: 0000 0003 7399 204X
- Library of Congress Control Number: no98099068
- MusicBrainz: dbd4d6e7-69bd-4cdd-8f29-153b0c039498
- Nationale Bibliotheek van Israël: 987007441254905171
- Nationale Bibliotheek van Polen: a0000001712437
- Istituto Centrale per il Catalogo Unico: IEIV019565
- Système universitaire de documentation: 059546034
- Virtual International Authority File: 7589087
- WorldCat: E39PBJyrVPttRx39HvvRDHbDbd